# Young (Magazin)
Young (Young Woman’s Magazine) war eine monatlich erscheinende Frauenzeitschrift mit den Themenschwerpunkten Fashion, Beauty, Stars, Lifestyle und Love&Sex. Zielgruppe waren junge Frauen im Alter zwischen 19 und 29 Jahren. Eine Ausgabe hatte ca. 130 bis 160 Seiten.

## Chronik
Young wurde 2002 vom Verlagshaus Hubert Burda Media gegründet. Chefredakteur wurde nach Jürgen Stollberg der Ex-Bravo Chefredakteur Uli Weissbrod.
Im Februar 2009 kündigte Zeitschriftenvorstand Philipp Welte an, dass die Young nach Erscheinen der April-Ausgabe aus wirtschaftlichen Gründen eingestellt wird.